# Di Gi Charat
Di Gi Charat (デ・ジ･キャラット De Ji Kyaratto) er en japansk anime- og mangaserie lavet af Koge-Donbo. Serien omhandler en pige, der hedder Dejiko og en der hedder Puchiko, som kommer fra rummet og er på vej til jorden med Gema (en lille gul pelsbold). Da de kommer ned på jorden bliver Puchiko væk og Dejiko og Gema prøver og finde hende.